# Бержере, Пьер-Ноласк
Пьер-Ноласк Бержере (30 января 1782, Бордо — 21 февраля 1863, Париж) — французский живописец и литограф, пионер литографии, ученик Давида и Венсана.

## Биография
Будущий художник родился в Бордо, где он начал своё обучение, затем переехал в Париж, где работал сначала в мастерской Венсана, а затем Давида, вместе с другими его учениками, такими как Франсуа Мариус Гране и Жан Огюст Доминик Энгр.
Бержере сыграл важную роль в создании литографии, в том числе благодаря его репродукциям картин Николя Пуссена и Рафаэля: его литография Меркурий (1804), воспроизводящая деталь фрески Рафаэля на вилле Фарнезина, и карикатура на парижскую моду Le Suprême Bon Ton Actuel (1805) являются одними из первых в мире примеров использования литографической техники.
Затем Бержере использовал эту технику для иллюстрирования книг классиков французской литературы, таких как Буало, Лафонтен и Мольер.
В 1806 году художник с пятой попытки выиграл Римскую премию на Парижском Салоне с картиной Посмертные Почести Рафаэлю, после чего, несмотря на юный возраст, вошёл в число наиболее востребованных художников империи.
Следующие десять лет, пришедшиеся на эпоху Наполеона, Бержере получал многочисленные заказы. Он писал картины, восхваляющие успехи Первой империи, разрабатывал дизайн медалей, дизайн росписей для Севрской фарфоровой мануфактуры, а также дизайн барельефов на знаменитой Вандомской колонне, которая была задумана Наполеоном как памятник собственным победам и прямой конкурент Колонны Трояна в Риме. Покупателем некоторых картин художника был сам Наполеон.
Ещё в Наполеоновскую эпоху Бержере стал часто обращаться к сюжетам Средневековья и Возрождения, предвосхитив таким образом художественный стиль Второй Реставрации (1815–1830), который во Франции называют стилем трубадуров. Неудивительно поэтому, что и после падения Наполеона Бержере оставался востребованным художником.
Пьер-Ноласк Бержере скончался в глубокой старости в 1863 году в Париже и был похоронен на кладбище Пер-Лашез.

## Книга Бержере
- Pierre Nolasque Bergeret. Lettre d'un artiste sur l'état des arts en France, considérés sous les rapports politiques, artistiques, commerciaux et industriels, 1re et 2e parties, 1848

## Галерея

Некоторые работы
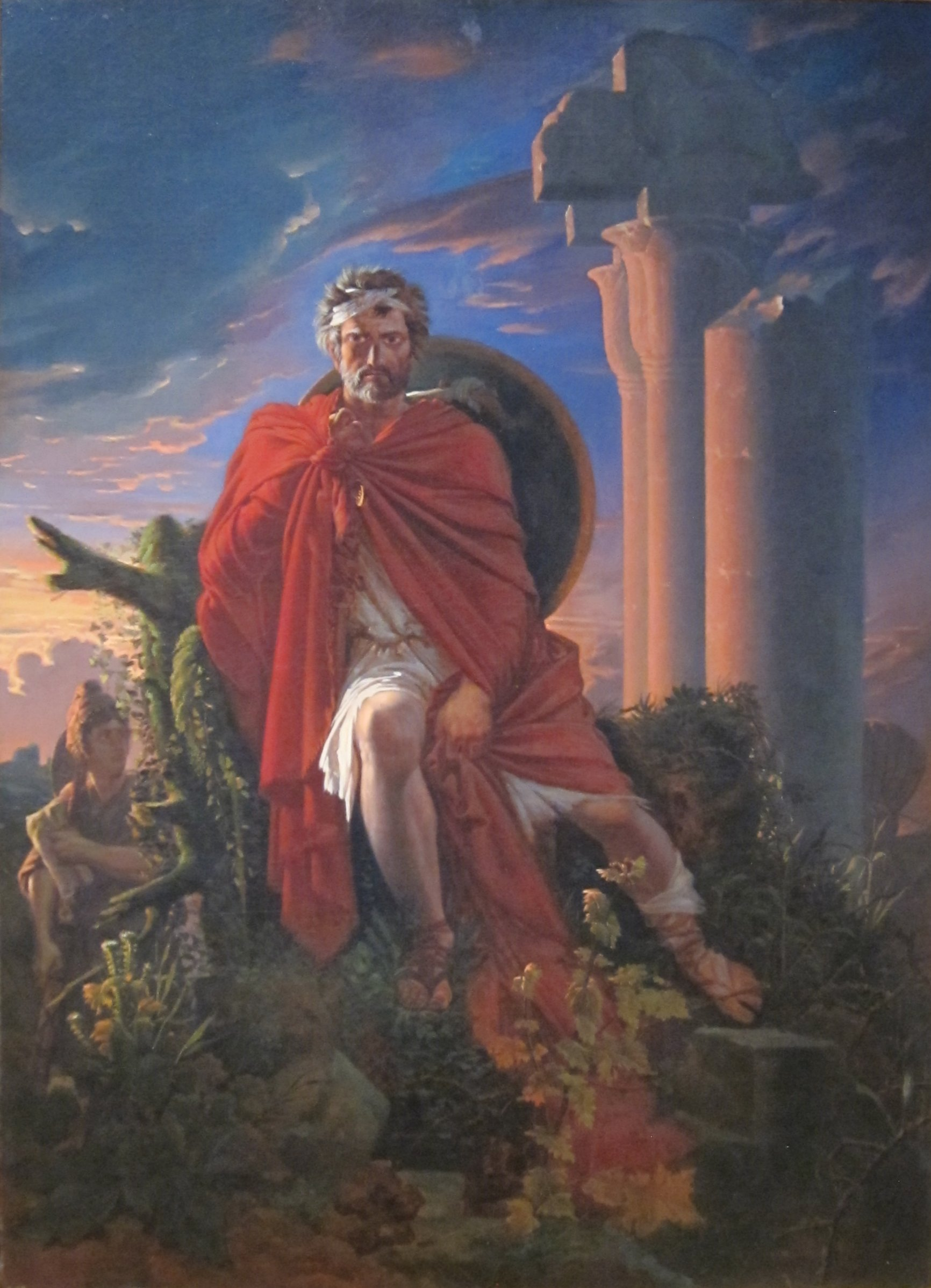
Гай Марий, размышляющий на руинах Карфагена, 1807. Дейтоновский институт искусств, США.
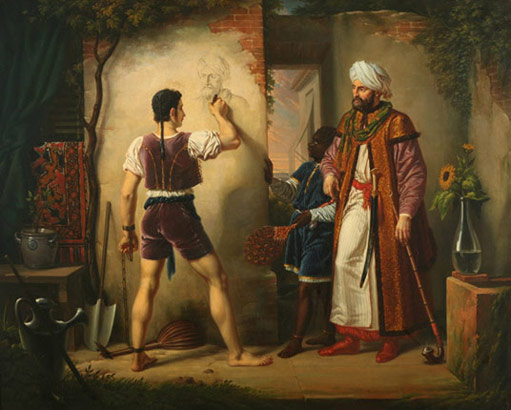
Филиппо Липпи в рабстве в Алжире[5][6], 1819. Музей Тома Анри (англ.),  Шербур, Нормандия.
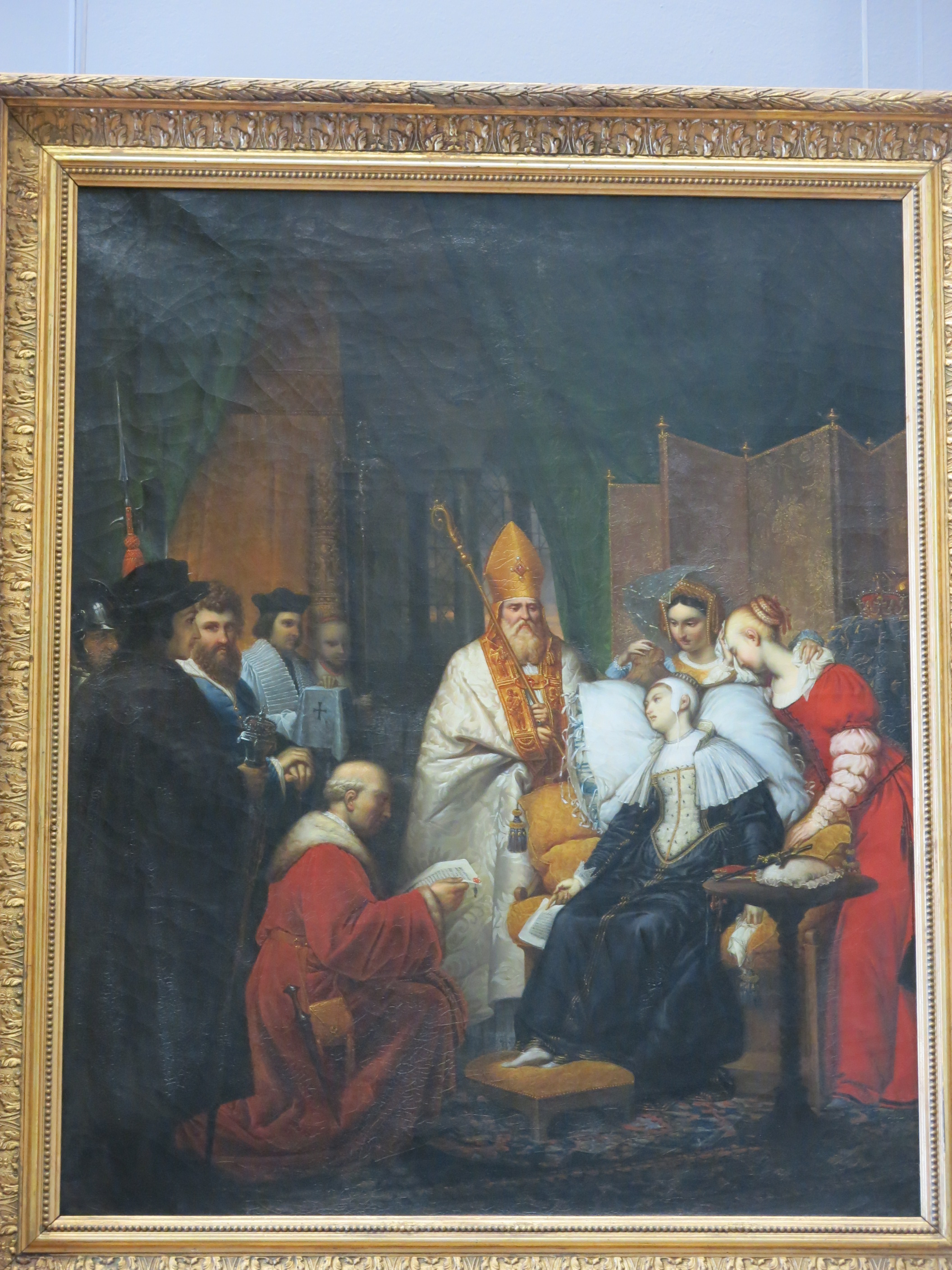
Соборование Анны Болейн. 1814. Лувр.
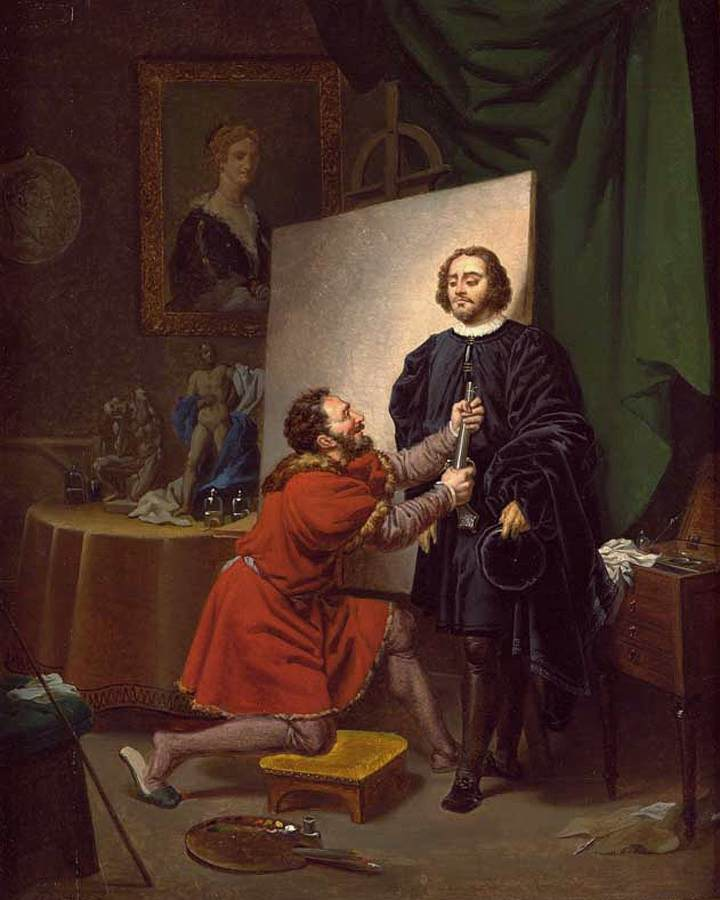
Аретино в мастерской Тинторетто[7], 1822, частное собрание.
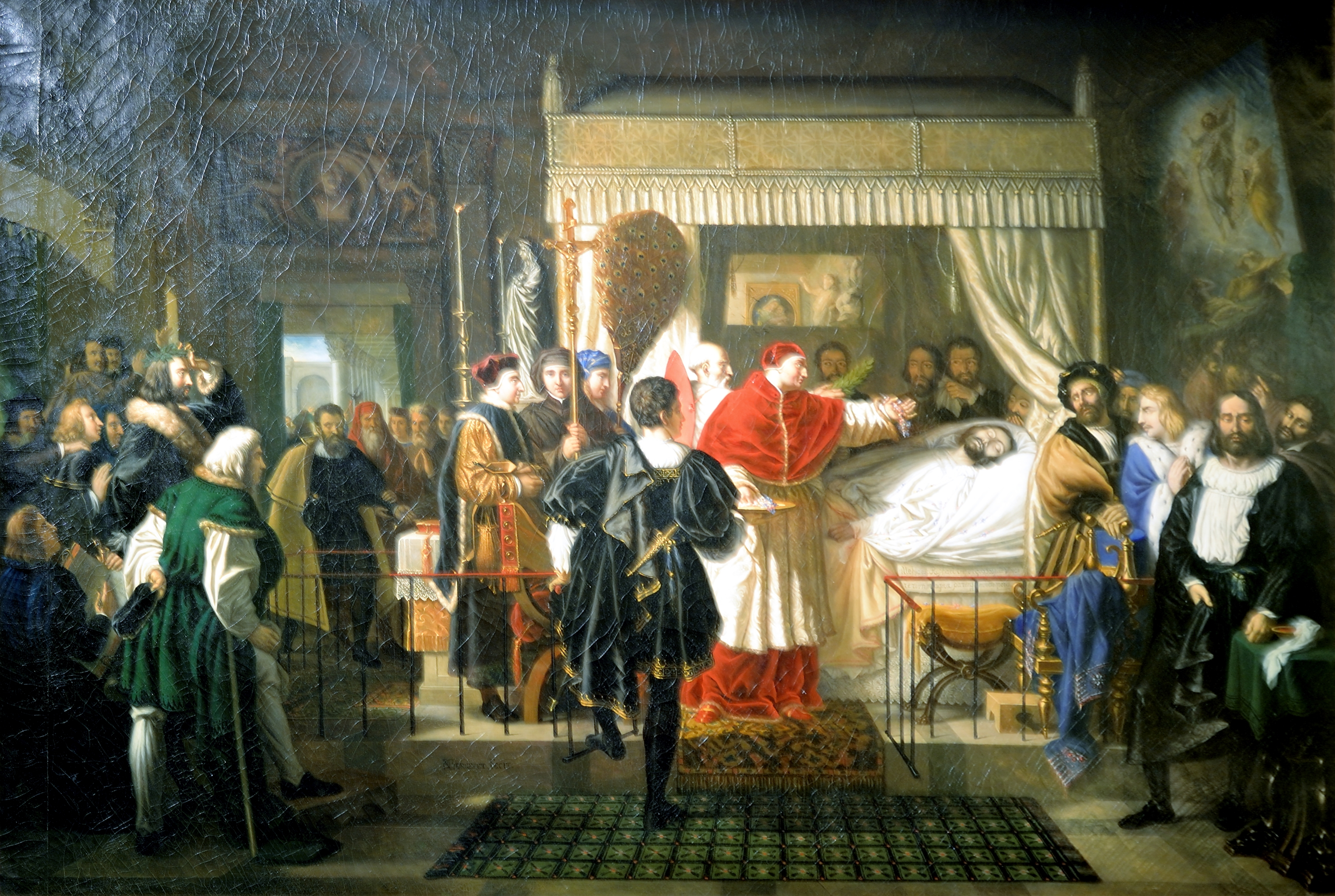
Посмертные почести Рафаэлю, 1806, Мальмезон.
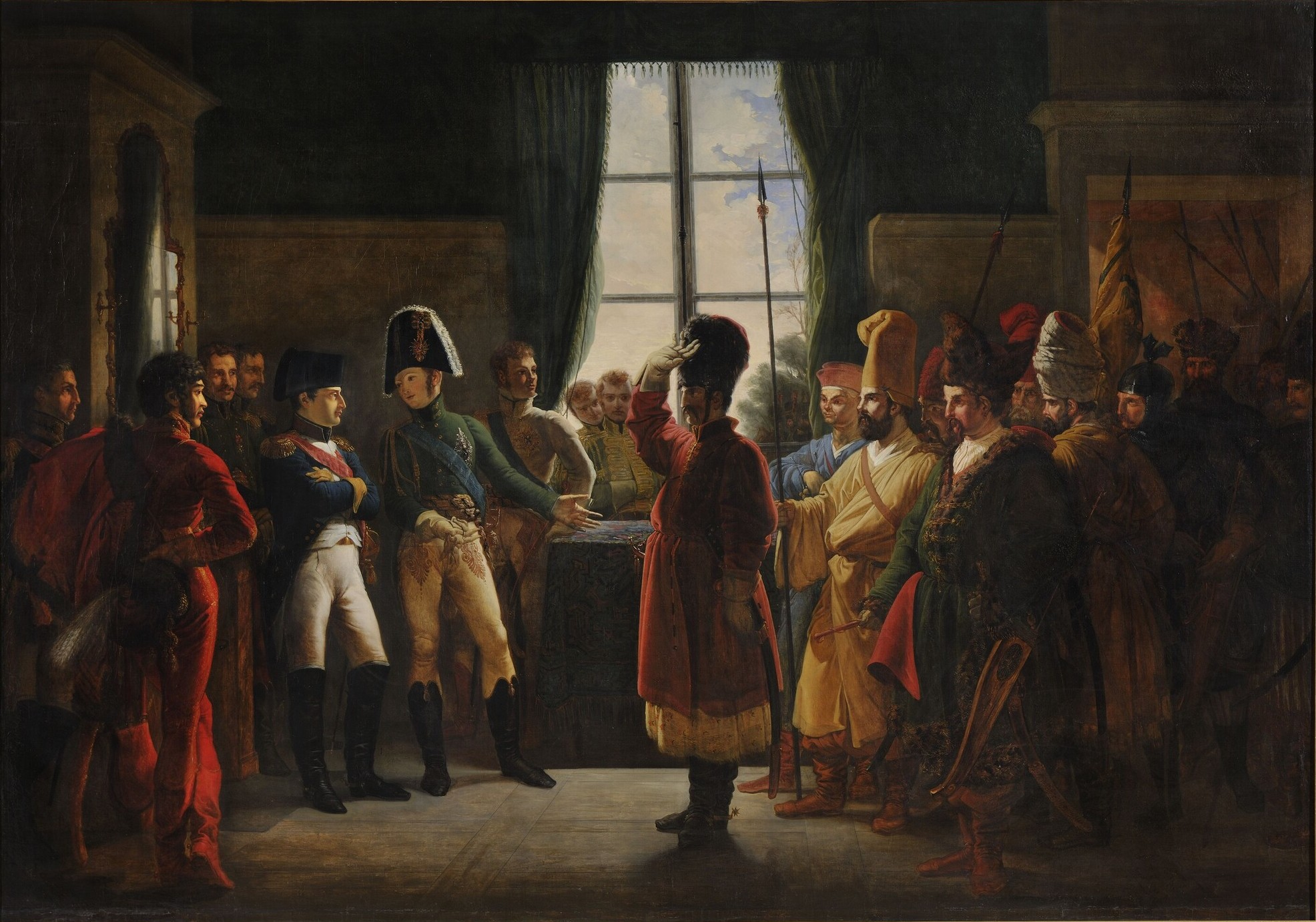
Александр I после заключения Тильзитского мира, представляет Наполеону казаков, калмыков и башкир своей армии.
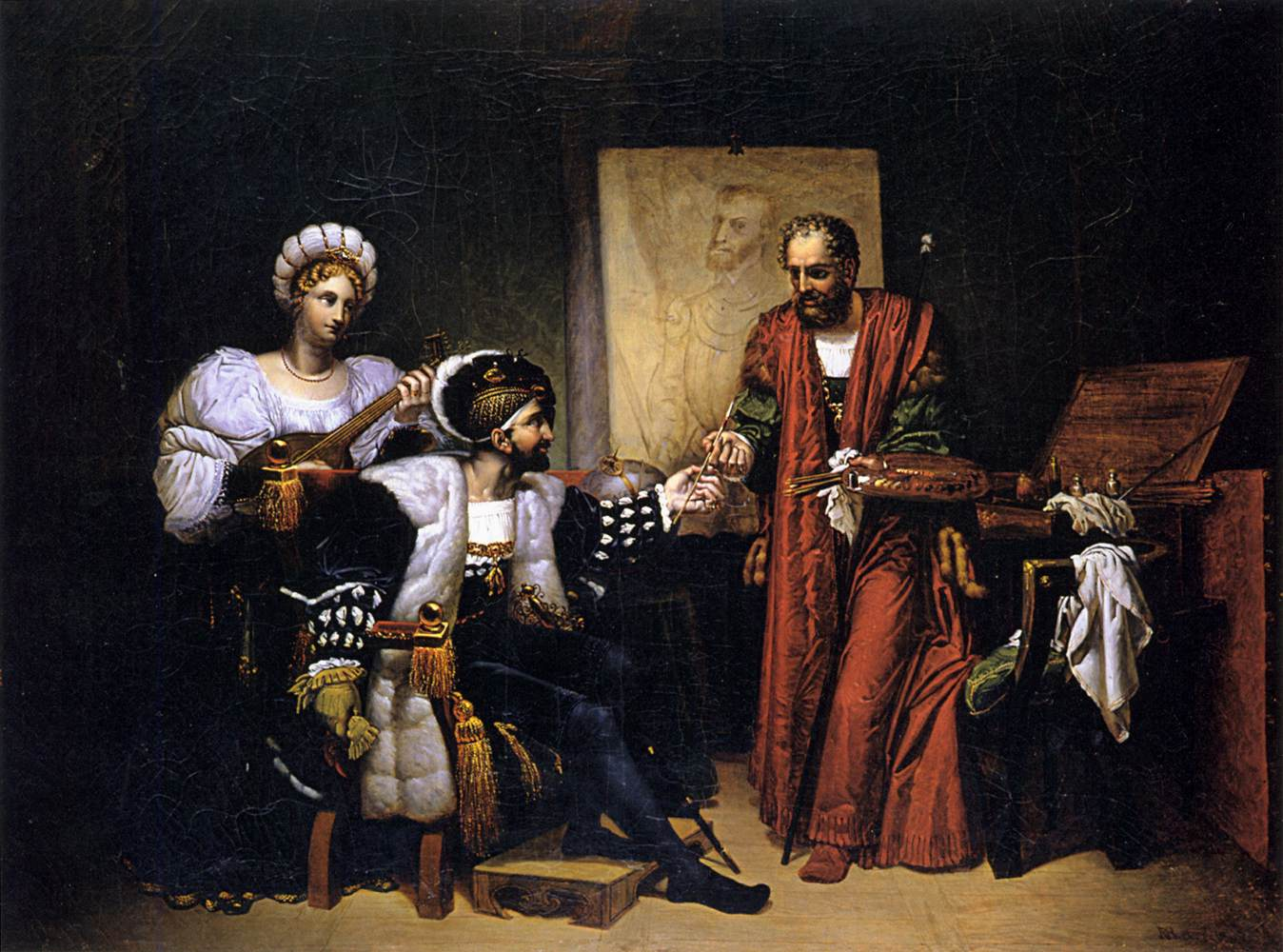
Карл V подбирает упавшую кисть Тициана[8]. Художественный музей Бордо (англ.), родного города художника.
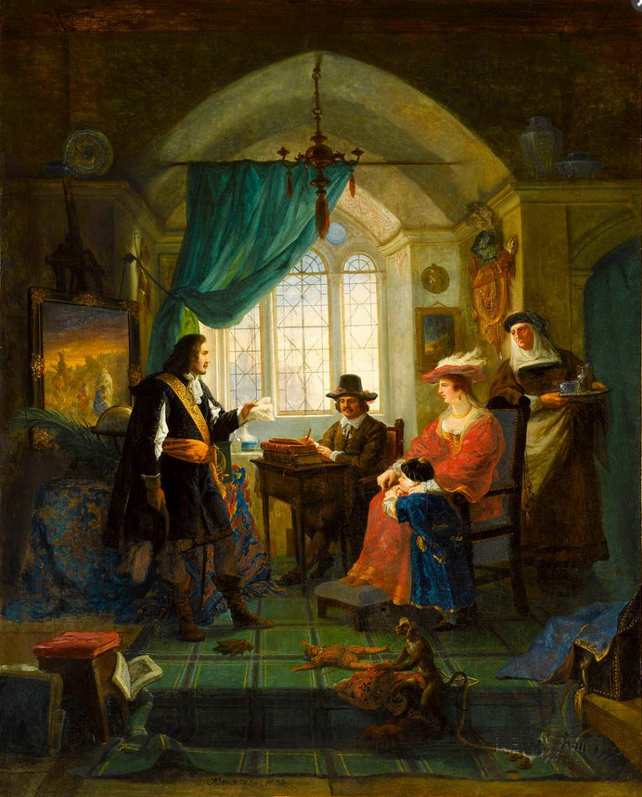
Рембрандт в своей мастерской.
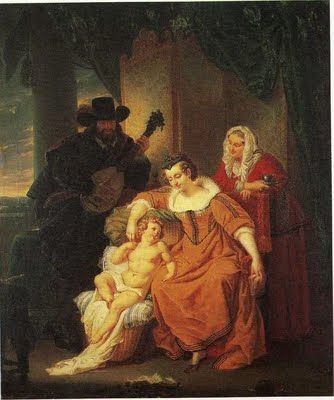
Детство Монтеня — пробуждение к музыке. Художественный музей Либурна (фр.), Либурн, Жиронда.
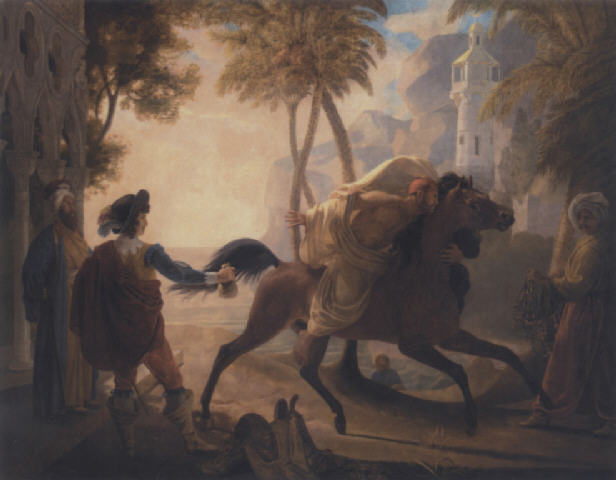
Картина на неизвестный сюжет.
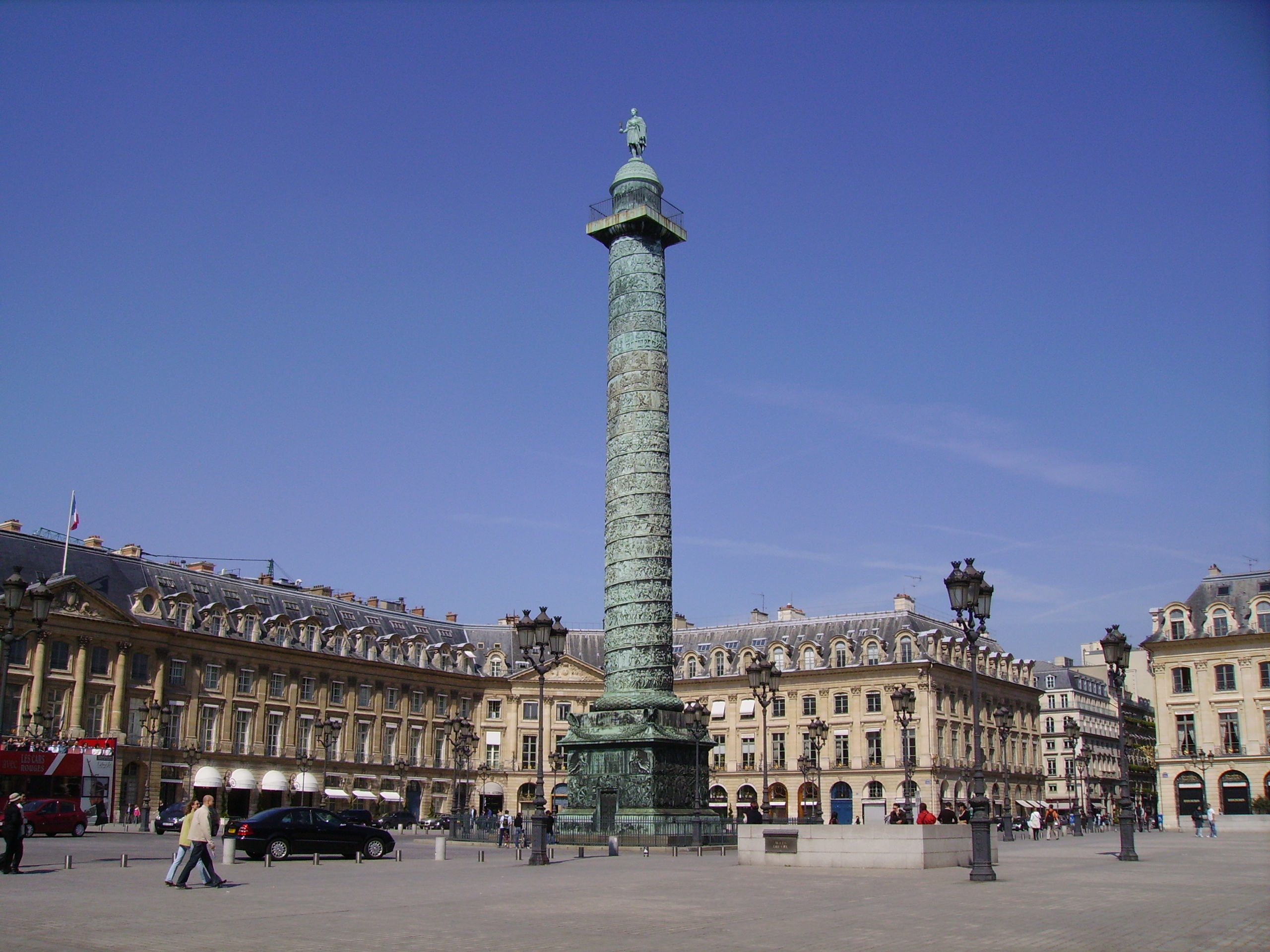
Современный вид Вандомской колонны, Париж.